# Ostor (sejtszervecske)

Az eukariótaostor felépítése.
1–Axonéma, 2–Sejthártya,
3–IFT (intraflagelláris transzport),
4–Bazális test, 5–Az ostor keresztmetszete, 6–A bazális test mikrotubulus-tripletjei

A bakteriális ostor felépítése

Az ostor (flagellum) sejtekben előforduló sejtszervecske, elsősorban a helyváltoztatásban van szerepe. Főleg az egysejtű élőlények körében fordul elő (közülük is jellemzőbb az eukariótákra, mint a prokariótákra), de megtalálható algák, gombák, mohák és egyéb spórával szaporodó élőlények, illetve állatok ivarsejtjein is. Az egysejtű eukarióták között például az ostoros moszatok – mint például a zöld szemesostoros (Euglena viridis) – rendelkeznek ostorral, a prokariótáknál pedig a mozgásra képes baktériumok többsége ostorok segítségével mozog. A szivacsok és az űrbelűek egyes csoportjainak anyagcseréjében nélkülözhetetlen szerepet játszanak ostoros sejtjeik, mivel ostoraik mozgása eredményezi azt a vízáramlást, amelynek segítségével lélegeznek, amelyből kiszűrik táplálékukat, és amely segítségével eltávolítják szervezetükből a salakanyagokat.
A prokarióták és az eukarióták körében előforduló ostorok felépítése és működési módja különbözik. Az eukariótáknak egy vagy több ostoruk van, melyek mozgása jellegzetesen ostorszerű. Ostoruk felépítése nagyon hasonló a csillókéhoz. Belsejüket egyetlen nyalábba rendeződött, tubulin nevű fehérjéből felépülő mikrotubulusok alkotják: a nyaláb két központi mikrotubuluspárból és ezeket körülvevő kilenc mikrotubuluspárból áll. A mikrotubulusok összehangolt egymáson való elcsúszása eredményezi az ostor mozgását. Az ostor alját a bazális test horgonyozza le a sejtbe.
A baktériumok ostorai csavart alakú szerkezetek, flagellin nevű fehérjét tartalmaznak. Ostoruk alja, a kampó a sejt felszínéhez közel csatlakozik a rétegzett felépítésű sejtfalban levő bazális testhez. A baktériumostor az óramutató járásával egyező vagy ellentétes irányban forog a propeller mozgásához hasonlóan.
Míg az eukarióta sejtek ostoruk mozgatásához ATP-molekulákat használnak fel, addig a prokarióta sejtek a sejtmembránon keresztül lebonyolított proton-, illetve ionforgalomból nyert energiát.